# Посувалюк, Виктор Викторович
Ви́ктор Ви́кторович Посувалю́к (7 мая 1940, Москва — 1 августа 1999, Москва) — советский и российский дипломат.

## Биография
Окончил Институт восточных языков при МГУ в 1963. Кандидат исторических наук.
- В 1964—1967 годах — сотрудник посольства СССР в Йеменской Арабской Республике.
- В 1967—1969 годах — сотрудник Отдела стран Ближнего Востока МИД СССР.
- В 1969—1976 годах — секретарь, первый секретарь, советник посольства СССР в Ираке.
- В 1976—1980 годах — советник, заведующий сектором Отдела стран Ближнего Востока МИД СССР.
- В 1980—1985 годах — советник-посланник посольства СССР в Сирии.
- В 1986—1988 годах — заместитель заведующего Отделом стран Ближнего Востока, заместитель заведующего отделом Управления стран Ближнего Востока и Северной Африки МИД СССР.
- С 23 марта 1988 по март 1990 года — чрезвычайный и полномочный посол СССР в Омане.
- С 13 марта 1990 по 22 апреля 1992 года — чрезвычайный и полномочный посол СССР, затем Российской Федерации в Ираке. В 1991 году во время операции «Буря в пустыне» Виктор Посувалюк остался единственным иностранным послом, находившимся в Багдаде, и через него проходили все контакты российской и западной дипломатии с администрацией Ирака.
- В 1992—1994 годах — директор Департамента Ближнего Востока и Северной Африки МИД Российской Федерации.
- С 10 марта 1994 и до своей смерти 1 августа 1999 года — специальный представитель президента Российской Федерации по ближневосточному урегулированию[1].
- С 14 ноября 1994 и до своей смерти 1 августа 1999 года — заместитель министра иностранных дел Российской Федерации[2].

Умер 1 августа 1999 года от тяжёлого продолжительного заболевания, предположительно лейкоз. Похоронен на Востряковском кладбище в Москве.

## Личная жизнь
Был женат, имел дочь. Свободное время посвящал творчеству в жанре авторской песни, в частности увлекался футболом и поэзией.

## Награды
- Орден «За заслуги перед Отечеством» IV степени (12 мая 1998) — за большой вклад в проведение внешнеполитического курса России и многолетнюю добросовестную работу[5];
- Орден Красного Знамени (19 марта 1991) — за самоотверженность и личное мужество, проявленные в условиях вооружённого конфликта в зоне Персидского залива[6];
- Орден «Знак Почёта».

## Мнения
- Чрезвычайный и полномочный посол Василий Колотуша в книге «Без грифа секретности, или Байки старого толмача»:

В 1968 году министр обороны СССР  Андрей Антонович Гречко совершал турне по странам Ближнего Востока. Всё прошло блестяще, включая работу переводчика Виктора Посувалюка. Во время «прощального вечера», маршал Гречко подзывает к себе адъютанта и говорит:
— Знаешь, Виктора отблагодарить нужно. Мне неудобно идти к нему, я всё-таки министр. А ты возьми бутылку хорошего коньяка, иди в номер к Виктору и распей с ним от моего имени! Он молодец!

Но этого Гречко показалось мало. По прилете в Москву он пообещал присвоить лейтенанту запаса Посувалюку звание майора. Через пару недель Виктора вызвали в районный военкомат. Напомню, на дворе стоял 1968 год - события в Чехословакии и все такое. Переводчик идет в военкомат с некоторым напряжением… А ему райвоенком сообщает, что по уставу невозможно перепрыгнуть сразу через два(!) звания. Даже Гагарин получил через одно. Поэтому, сегодня Посувалюку присвоят старшего лейтенанта, через 6 месяцев — капитана, а еще через 6 месяцев — майора. Только просьба — никому об этом не говорить.

Переводчик возражать не стал. В 1994 Виктор Посувалюк станет заместителем министра иностранных дел РФ. Увы, в 1999 году он уйдёт из жизни.
— Колотуша В. И., «Без грифа секретности или байки старого толмача»  М.: Издательство «Весь Мир». 2020 г.